# 馬爾尼克·維爾米吉爾
馬爾尼克·維爾米吉爾（荷蘭語：Marnick Vermijl；1992年1月13日—）是一位比利時足球運動員。在場上的位置是右後衛。他現時效力於比利時球隊K.V.V. Thes Sport Tessenderlo。他也代表比利時各級國家青年足球隊參賽。
馬尼克·維米爾出生於比利時的佩爾，他在附近的博霍爾特VV開始了他的職業生涯。2008年，他加入了標準列日的青訓系統，並於2010年被英格蘭俱樂部曼聯簽下。由於無法進入曼聯的一線隊，他在2013至2014賽季租借到荷蘭俱樂部NEC，隨後於2015年1月以永久合約轉會至謝周三。維米爾也是比利時的青年國腳，曾在U17、U18、U19和U21等級別參賽。

## 外部連結
- Profile at pnefc.net
- Voetbal International profile （荷蘭語）
- 足球数据库：馬爾尼克·維爾米吉爾的球员统计数据
- Soccerway資料庫：馬爾尼克·維爾米吉爾
- worldfootball.net：馬爾尼克·維爾米吉爾之統計數據 （英文）